# 茨木市連続ひき逃げ事件
茨木市連続ひき逃げ事件（いばらきしれんぞくひきにげじけん）とは、2004年（平成16年）11月18日に大阪府茨木市内で乗用車が暴走し、通行人5名が次々にはねられ死傷した無差別殺人事件。

## 事件の概要
2004年（平成16年）11月18日午前6時過ぎ、茨木市内中穂積-下穂積の路上で乗用車が暴走し、通りかかった自転車の男女5名を次々とはね、民家の生垣に衝突して停止した。運転していた韓国籍で新聞販売店従業員の容疑者も鼻骨骨折などの重傷を負った。
現場はすれ違いが困難なほど細い道路で、乗用車は壁に車体をこすりつけながら約500mにわたって蛇行運転し、自転車を追い掛け回す形となった。被害者5名のうち2名が死亡、3名が重軽傷を負った。
事件当時容疑者は全裸であり、車内にも衣類は発見されなかった。また容疑者は統合失調症で精神科に通院中であった。

## その後の経過
大阪府警は、容疑者を業務上過失致死と道交法違反（ひき逃げ）の容疑で意識回復後に逮捕した。
その後、容疑者は「人を殺そうと思った」「悪魔に命令された」と供述し、殺人・殺人未遂容疑で大阪地検に送検された。
2004年（平成16年）12月10日、容疑者を殺人容疑で再逮捕した。なお、別の男性に対する殺人容疑に対しては精神鑑定して刑事責任能力の有無を調べるため、処分保留としている。
2005年（平成17年）3月31日、大阪地検は容疑者を殺人罪で起訴した。起訴にあたって精神鑑定を実施し、鑑定の結果、刑事責任能力は認められると判断して起訴に踏み切った。
2005年（平成17年）5月23日に大阪地裁（西田真基裁判長）で初公判が開かれ、被告は「自殺の道連れというのはあやまりで、悪魔に命令された」と述べた。冒頭陳述で検察側は、被告が引きこもり生活を送り、新聞販売所に就業してからは「おまえは生きていても価値のない人間だ」と聞こえ始め、事件当日にも同じ声が聞こえたので、通行人を巻き込んで自殺しようと考えたと述べた。一方、弁護側は心神喪失による無罪を主張した。
2007年（平成19年）2月28日、大阪地裁は「被告は『悪魔の声』と称する幻聴に命令されて犯行に及んでおり、統合失調症による心神喪失状態だった」として無罪（求刑：無期懲役）判決を言い渡した。
判決では、犯行動機について「『5人を殺さなければお前を殺す』という『悪魔の声』に命令された」と供述したが、捜査員に「それで被害者が信じると思うか」と言われ、その後の取り調べで「自殺の道連れだった」と嘘をついたと認定した。
その上で刑事責任能力について、被告が中学2年時から自宅に引きこもり、2000年からは新聞配達を始めたものの、2004年2月ごろからは「バカ、バカという声が聞こえる」と家族に告げるなど幻聴が出ていたと指摘。また、公判中での精神鑑定で「犯行当時、統合失調症であり、幻覚や妄想に支配され、善悪を判断する能力や行動制御能力を失っていた」との鑑定結果を採用して「心神喪失状態だったと認められる」と結論づけた。3月13日、大阪地検は判決を不服として控訴した。
2008年（平成20年）6月24日、大阪高裁（古川博裁判長）は「犯行時、心神喪失状態だった疑いが残る」と述べて一審の無罪判決を支持し、検察側の控訴を棄却した。
控訴審では弁護側は「悪魔に命令されたという幻聴が動機」と主張した。一方、検察側は「悪魔の声で『母と妹を殺せ』と命令されたのに拒否している。心神耗弱で限定的な責任能力はあった」と反論。
判決では「母と妹の殺害を命じる幻聴は執拗ではない。責任能力を認める決定的事情はない」と指摘し、一審の判決を踏襲した。
上告期限の7月8日までに大阪高検は上告しなかったため、無罪判決が確定した。7月9日、大阪地検は元新聞配達員の処遇を決めるため、心神喪失者等医療観察法に基づく審判を大阪地裁に申し立てた。

## 事件に関する報道
朝日新聞などは容疑者の氏名を通名で報道したが、河北新報など他のメディアは韓国名で報道するなど扱いが分かれた。
なお、事件発生直後、読売新聞系のメディアでは、容疑者を「23歳の産経新聞販売店店員」と報道し、産経新聞系メディアも事件を取り上げている。